# Institut Svaté rodiny
Institut Svaté rodiny je římskokatolický sekulární institut, součást Paulínské rodiny. Tvoří jej výhradně ženatí nebo ovdovělí laici. 
Členové skládají sliby chudoby, manželské čistoty a poslušnosti a slibují věrnost papeži. Sliby členů Institutu odpovídají jejich konkrétní situaci ve světě i rodinným požadavkům. Institut vznikl roku 1960, církevní schválení získal v roce 1993. 
Posláním členů je celoživotní duchovní růst po vzoru svaté rodiny z Nazaretu. Rodiny se učí správně používat média, informují své děti o zodpovědném užívání prostředků moderního světa. Ve svých myšlenkách, modlitbách, slovech, činech a utrpení jsou spojeni s Paulínskou rodinou.